# Constitutions de la Compagnie de Jésus

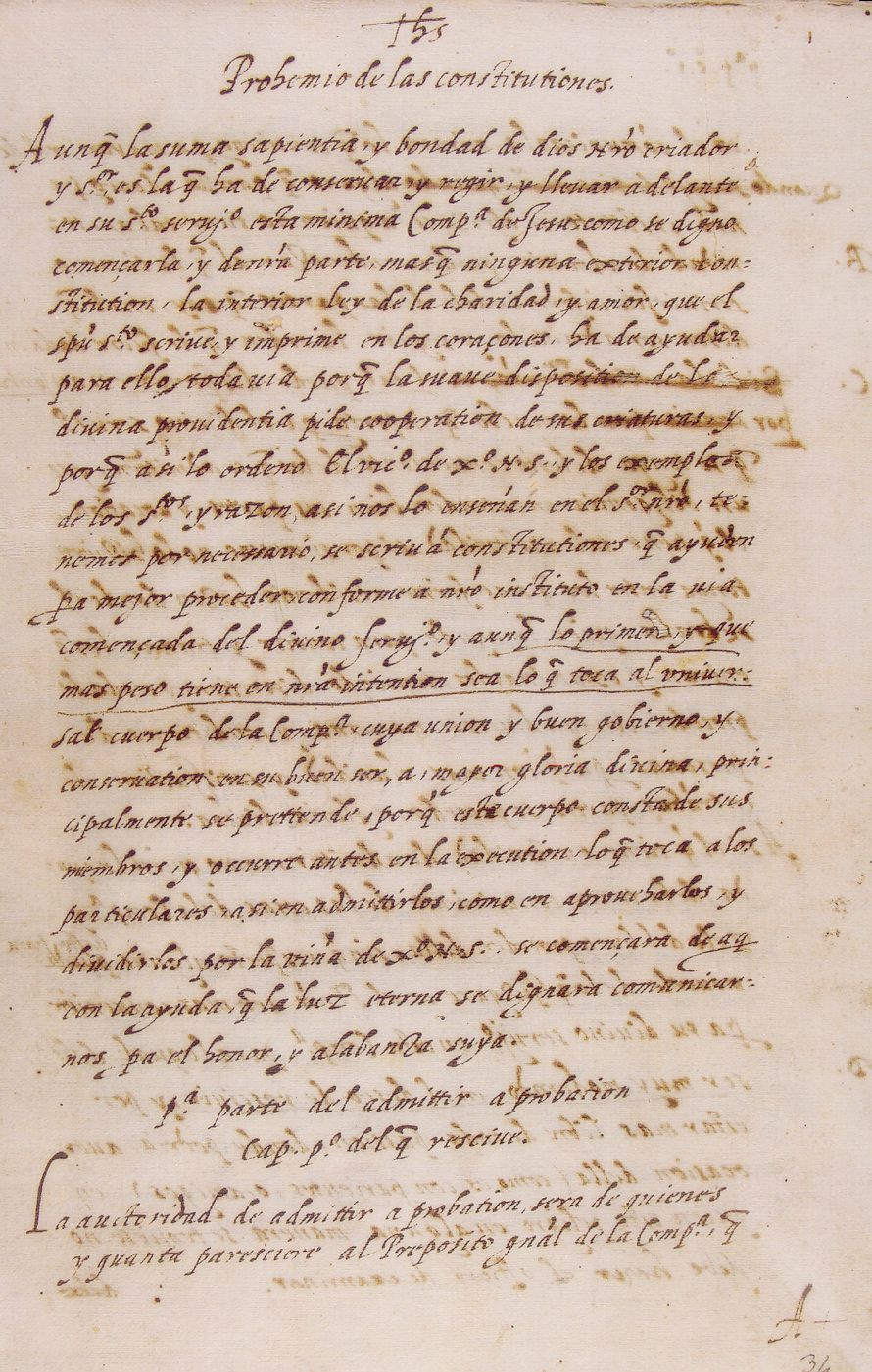
Le préambule des Constitutions (de la main de Saint Ignace).

Les Constitutions de la Compagnie de Jésus sont les textes qui réglementent l'organisation et les missions de l'Ordre. Elles furent élaborées par Ignace de Loyola et les fondateurs de l'ordre au XVIe siècle et publiées en juillet 1556. 
Ce texte toujours en vigueur a été revu et adapté par la 34e congrégation générale de l'Ordre en 1995.
Par ailleurs, les principes fondateurs de l'Ordre figurent dans la bulle Exposcit Debitum de Jules III publiée le 21 juillet 1550, considérée comme la charte de fondation de la Compagnie de Jésus.

## Les Constitutions de 1556

### Élaboration du texte
Ignace de Loyola et ses premiers compagnons, après avoir prononcé leurs vœux à Montmartre le 15 août 1534, et faute de pouvoir s'embarquer pour la Terre sainte s'engagent à créer une nouvelle organisation religieuse et à se mettre à la disposition du pape, alors Paul III.
De mars à juin 1539 à Rome, selon les minutes rédigées par Pierre Favre, le premier compagnon d'Ignace, le petit groupe des premiers jésuites débattent de la forme à donner à leur action, devoir d'obéissance, cohésion du groupe alors que l'activité missionnaire disperse les jésuites, rôle dans l'éducation… En août 1539, Ignace, Codure et Favre rédigent la prima Societatis Jesu instituti summa, esquissent des Constitutions de la Compagnie avec quelques points forts : l'obéissance à un préposé général, l'exaltation de la pauvreté, le refus du cérémonial monastique, et en particulier de la prière collective et des mortifications.
Ces premières décisions des Jésuites forment l'essentiel de la Bulle Regimini militantis ecclesiae, édictée par Paul III le 27 septembre 1540, créant le nouvel Ordre religieux, « La Compagnie de Jésus », et autorisant son préposé général à établir des Constitutions originales développant la « déclaration » de la bulle papale.
Une fois cette reconnaissance par les autorités de l'Église acquises, et Ignace élu en avril 1541, premier supérieur général de l'Ordre, le besoin de Constitutions découle de la détermination du groupe à se « disperser » dans le monde entier (Constitutions no 603) tout en se donnant des moyens de conserver au cours de cette dispersion une unité communautaire.
Une première ébauche sort en 1541. Elle est révisée et enrichie au fur et à mesure des premières années d'activité. En 1544 et 1545, sont formulées les Constitutions concernant les compagnons envoyés dans les missions (cf. 7e partie), et de 1540 à 1550 sont rédigés trois essais de Constitutions pour les collèges (cf. 4e partie).
En 1547, Juan de Polanco devient son secrétaire, et avec son aide, Ignace réalise un premier jet des Constitutions entre 1547 et 1550 - Constitutions et Déclarations sont reprises en une version structurée qui donne le « texte a » -, tout en sollicitant simultanément l'approbation pontificale de réaliser une nouvelle édition de la Formula Instituti. Jules III l'accepte dans la bulle Exposcit debitum, le 21 juillet 1550.
En parallèle, un nombre important de pères révisent le premier texte, mais bien que ne proposant que peu de changements, la version suivante réalisée par Ignace en 1552 est assez différente. Corrigée par Ignace et ses collaborateurs, elle aboutit au « texte b » le 31 juillet 1556. Cette version est publiée et prend force de loi dans la Compagnie. Des amendements légers sont jusqu'à sa mort introduits par Ignace.
C'est l'édition toujours en vigueur. Mais, la version définitive en latin ne paraît qu'en 1594 lors de la Ve congrégation générale.

### Originalité des Constitutions jésuites
Les Constitutions sont marquées avant tout par l'empreinte d'Ignace de Loyola, de la spiritualité ignatienne et des enjeux et mentalité de l'Église catholique au XVIe siècle. 
Elles se distinguent des ordres créés auparavant sur de nombreux points :
1. Le vœu de ne pas accepter de dignités ecclésiastiques ;
2. Une formation initiale plus longue. Le noviciat est prolongé d'un à deux ans, avec une troisième année, normalement postérieure à la prêtrise. Les candidats sont de plus admis avec des vœux simples, les vœux solennels venant beaucoup plus tard ;
3. La Compagnie n'organise pas de chœur ;
4. Les jésuites ne portent pas d'habits religieux distinctifs ;
5. Les jésuites n'acceptent pas la direction de couvents ;
6. La Compagnie n'est pas gouvernée par un chapitre triennal régulier ;
7. C'est la première fois qu'un ordre entreprend officiellement et en vertu de ses Constitutions un travail dans des directions nouvelles comme :
  - des missions étrangères, à la discrétion du pape,
  - l'éducation des jeunes,
  - l'instruction des pauvres,
  - l'aide aux malades, prisonniers, etc.

Il est clair qu'Ignace avait acquis une bonne connaissance des principes d'organisation des autres ordres, particulièrement dans les années 1541-1547, quand il était assez proche des autres religieux de toutes origines à Rome. Mais, les témoins qui l'ont aidé à cette époque disent qu'il mit au point les textes, sans se référer à d'autres sources que le Missel et ses propres expériences et volontés.

### Constitutions et Déclarations
Les Constitutions expliquent les bulles de 1540 et de 1550. Les divisions du texte en Constitutions (A) et Déclarations (B) répondent en effet à la distinction de l'article proprement constitutionnel (A) de ce qui l'éclaire dans ses causes, le précise dans ses effets ou le module dans son contexte. La visée est souvent de donner l'esprit, puis d'insister sur quelques points particuliers qui pourraient faire difficulté et permettre ainsi l'adaptation en chaque lieu différent du monde.

### Plan des Constitutions
Elle vise l'incorporation dans le corps de la Compagnie.
L'Examen général est le préambule d'ouverture aux dix parties. Il conditionne les possibilités ou non de la suite.
Elle suit les trois étapes : probation, admission, mission dans les parties I à V. Dès la VIe partie, le corps atteint une mûre respiration et s'éternise : c'est le moment où se règlent les usages de la mort dans la Compagnie. Elle est relayée par la VIIe partie par l'accès au royaume du monde, qui fait figure de résurrection. 
La IXe partie traite de ceux qui sont à la tête du gouvernement ou qui y ont une responsabilité. La Xe partie embrasse l'ensemble avec la figure et le profil du préposé général.

## Le texte révisé de 1995
En 1983, paraît dans l'Église catholique un nouveau Code de droit canon qui impose une adaptation du droit de l'ordre. La XXXIIIe Congrégation générale en charge le préposé général en s'appuyant sur les travaux de rénovation entrepris lors des XXXIe (1965-1966, à l'occasion du concile Vatican II) et XXXIIe Congrégation générale (1974-1975). 
Le projet consiste à réviser les Constitutions et produire une formulation structurée et normative en les débarrassant des éléments obsolètes ou formellement abrogés et avoir établi les modifications avec le temps qui ont été reconnues avec autorité. D'où est apparue la nécessité de Normes complémentaires (NC) qui ont été approuvées par la XXXIVe Congrégation générale de 1995.
Le texte intégral des Constitutions est en accès libre sur le site des Jésuites de France. Ce texte est une traduction française intégrale du texte latin officiel publié à Rome en 1995.